# Capoterra
Capoterra (antigament en català: Caboterra i en sard, Cabuderra) és un municipi italià, situat a la regió de Sardenya i a la Ciutat metropolitana de Càller. L'any 2010 tenia 24.030 habitants. Es troba a la regió de Campidano di Cagliari. Limita amb els municipis d'Assemini, Càller, Sarroch i Uta.

## Administració
| Període   | Identitat        | Partit         |
| --------- | ---------------- | -------------- |
| 2001-2011 | Giorgio Marongiu | Centreesquerra |
| 2011-     | Francesco Dessì  | Centreesquerra |